# جیمز لادسون
جیمز هنری لادسون (James Henry Ladson) (۱۷۵۳ تا ۱۸۱۲)، سیاستمدار آمریکایی، مزرعه‌دار ثروتمند اهل چارلز تاون و افسر انقلاب آمریکا بود. او از ۱۷۹۲ تا ۱۷۹۴ به عنوان معاون فرماندار کارولینای جنوبی خدمت کرد و از سال ۱۸۰۰ تا ۱۸۰۴ عضو مجلس سنای استان کارولینای جنوبی بود.
اورزولا فن در لاین، رئیس کمیسیون اروپا، پدر جیمز اچ. لادسون، الیزابت لادسون و همچنین فرزندخوانداش سارا ریو لادسون است. فون در لاین با نام رز لادسون در اواخر دهه هفتاد در لندن زندگی می‌کرد.

## اوایل زندگی
جیمز لادسون در سال ۱۷۵۳ در چارلستون در خانواده‌ای سرشناس اهل کارولینای جنوبی، با اصالت انگلیسی متولد شد. او پسر ویلیام لادسون و آن گیبس بود. پدربزرگ او جان لادسون اهل نورث همپتونشایر در انگلستان، به عنوان یکی از اولین مهاجران انگلیسی در سال ۱۶۷۹ به باربادوس و سپس به کارولینا مهاجرت کرد. جاییکه او یک مزرعه بزرگ ساخت و از سال ۱۶۸۵ در مجلس عوام خدمت کرد. مادر او دختر سرهنگ جان گیبس (۱۶۹۶–۱۷۶۴) مقام برجسته استعماری و نوه رابرت گیبس، فرماندار استعماری بود. موزه هنر گیبز، به احترام خانواده مادری‌اش نام‌گذاری شده‌است. جیمز لادسون دومین نوه هنری وودوارد، اولین مستعمره‌نشین بریتانیایی در کارولینا بود.
پس از مرگ زودهنگام والدینش، او توسط عمویش جان گیبز (۱۷۳۳–۱۷۸۰) بزرگ شد که مالک مزرعه گروو بود که همان پارک امروزی همپتون و محله‌های اطراف آنرا در بر می‌گرفت. او در بهترین مدارس کارولینای جنوبی درس خواند. در ۱۷۷۳ برای ادامه تحصیل به انگلستان سفر کرد و سال بعد از آن به کارولینای جنوبی بازگشت. او صاحب یک مزرعه در پریش سنت اندرو و مزرعه‌ای به نام فاون هیل در کنار رودخانه سانتی و یک خانه و املاک دیگر در چارلستون بود.
او در طول جنگ انقلابی آمریکا از ۱۷۷۵ تا ۱۷۸۰ به عنوان افسر خدمت کرد، ابتدا در کنار دوست دوران کودکی خود توماس پینکنی و سرانجام با سمت کاپیتانی، در هنگ قاره‌ای خدمت کرد. او در طول محاصره چارلستون در ۱۷۸۰ به عنوان دستیار ژنرال بنجامین لینکلن خدمت کرد. او بعداً به درجه سرگردی ارتقا یافت. توماس پینکنی خاطرات خود را از زندگی اولیه جیمز لادسون و به ویژه خدمت او در جنگ انقلابی در نامه‌ای در سال ۱۸۲۴ برای پسر لادسون، جیمز اچ لادسون، نوشت.

## حرفه سیاسی
او پس از درگیری‌های انقلاب آمریکا در کارولینای جنوبی، وارد سیاست شد. او از ۱۷۸۵ تا ۱۷۹۰ عضو مجمع عمومی کارولینای جنوبی شد. وی در ۱۷۸۸ به عنوان نماینده سنت اندرو در کنوانسیون استانی، به تصویب قانون اساسی فدرال رأی داد. او از ۱۷۹۲ تا ۱۷۹۴ معاون فرماندار کارولینای جنوبی شد.
او مجدداً در ۱۷۹۸ برای عضویت مجمع عمومی کارولینای جنوبی انتخاب شد و از ۱۸۰۰ تا ۱۸۰۴ سناتور سنای ایالت شد.
او همچنین در دفاتر مختلف محلی خدمت کرد. برای نمونه در ۱۷۹۲ مأمور بازسازی پل روی رودخانه اشلی شد.
در زمانی که قانون اساسی ایالات متحده در ۱۷۸۸ تصویب شد، دارایی او به میزان ۱۷۱۷ جریب زمین به ارزش ۱۰۳۸۴ دلار و ۱۴۲ برده گزارش شد. او در زمان مرگش، بر اساس موجودی اموال، ۱۰۴ برده داشت.

## زندگی شخصی
در ۱ اکتبر ۱۷۷۸، او با جودیت اسمیت (۱۷۶۲–۱۸۲۰) که یکی از اعضای ثروتمندترین خانواده‌های بانکدار و تاجر کارولینای جنوبی بود، ازدواج کرد. پدرش بنجامین اسمیت (۱۷۱۷–۱۷۷۰) یکی از برجسته‌ترین بانکداران تاجر کارولینای جنوبی، مزرعه‌دار، تاجر برده، سخنگوی دائمی مجلس سلطنتی و بزرگترین نوه فرماندار کارولینای جنوبی، لندگرور توماس اسمیت بود. همسرش نوه جوزف راگ، بزرگترین تاجر برده در آمریکای شمالی بریتانیایی بود. او پسرعموی اول بنجامین اسمیت، فرماندار کارولینای شمالی و بزرگترین پسرعموی الیزابت راگ مانیگو بود که با ثروتمندترین مرد مستعمرات بریتانیا در آمریکای شمالی، پیتر مانیگو، ازدواج کرده بود.
خانه جیمز لادسون در چارلستون در حدود ۱۷۹۲ ساخته و در خیابان لادسون به افتخار او در ۱۸۹۵ نام‌گذاری شد.
دخترش سارا ریو لادسون با کلکسیون‌دار هنری؛ رابرت گیلمور جونیور، ازدواج کرد. یکی از شیک‌ترین زنان آمریکایی در زمان خودبود و سوژه چندین نقاشی چهره و مجسمه، از جمله پرتره معروف توماس سالی، بود. موری مک‌اینیس، تاریخ‌نگار هنری، می‌نویسد؛ «او با دستار (سر بند) و رنگ‌های روشنی که می‌پوشید، به سلیقه کنیزانی که وی نزد آنها بزرگ شده بود، اشاره می‌کرد».
جیمز لادسون، پدر جیمز اچ لادسون (۱۷۹۵–۱۸۶۸) مزرعه‌دار بزرگی بود که تا ۱۸۵۰ بیش از ۲۰۰ برده داشت و هر سال ۶۰۰ هزار پوند برنج، در مزارع لاگرنگ و فاون هیل برداشت می‌کرد، او نیز کنسول دانمارک در کارولینای جنوبی بود. پسر جیمز اچ لادسون، سرگرد ویلیام هنری لادسون بود. او با دختر ایزابل آن بارون که دختر بیولوژیکی دکتر الکساندر بارون و الیزابت لادسون، دختر جیمز لادسون بود ازدواج کرد. ایزابل آن بارون نزد عمه‌اش سارا ریو لادسون و همسرش بزرگ شده بود و به شکل غیررسمی، فرزند خوانده آنها بود. از نوادگان آنها می‌توان به اورسولا فان درلاین اشاره کرد که برای فرار از دست تروریست‌ها، یک سال با نام رز لادسون در لندن زندگی می‌کرد.
پسرش جیمز اچ لادسون در ۱۸۴۵ نظرات خود را در مورد برده‌داری نوشت.
منطقه لادسون در کارولینای جنوبی، به افتخار خانوادهٔ او، نام‌گذاری شده‌است.